# Fekete áfonya
A fekete áfonya (Vaccinium myrtillus) a hangafélék (Ericaceae) családjába tartozó gyümölcstermő növény. Termését és levelét a népi gyógyászat is felhasználja. Népies nevei: havasi meggy, boronyica, havasi meggykoró, kakojza, kukajsza, kokojza, molabogyó, afinya.

## Előfordulása, termőhelye
Magyarországon a Sopron környéki és Vas vármegyei erdőkben, kisebb állományokban fordul elő. Az erdélyi havasok jellegzetes gyümölcse. A Felvidéken is gyakori. Borsó nagyságú, hamvaskék termése (Myrtilli fructus) a vadas ételek híres ízesítője. A Mátrában megtalálhatóak állományai.
Savanyú talajú tölgyesek és bükkösök lakója, de behúzódik az ültetett fenyvesek szélére is. A sekély, savanyú talajú erdőkben általában csoportosan-tömegesen jelenik meg.

## Megjelenése
Alacsony növésű (30–60 cm), gazdagon elágazó félcserje. Legyökeresedő ágai, hajtásai szögletesek, zöldes színűek, akár ezer négyzetméteres kolóniák is hajthatnak egyetlen tőről. Levelei tojásdadok, kihegyezettek, finoman fűrészesek, kopaszak. Virágai rózsaszínnel futtatottan zöldes színűek, levélhónaljakból fejlődnek, áprilistól júniusig nyílnak. A gömbös, korsó alakú párta halvány zöldesvörös, az érett bogyó gömbös, feketéskék, hamvas.
A faiskolákban nemesített változata nagyobb bogyókat terem. A humuszban gazdag, savanyú kémhatású, vízzel közepesen ellátott talajt szereti. A kert félárnyékos részeinek szép dísze is lehet.
Bogyója gyümölcssavakat, cukrot, pektint, cseranyagot, vitaminokat, flavonoidokat (főleg antociánokat), arbutint, sok vasat, A-, D- és C-vitamint tartalmaz.

## Felhasználása

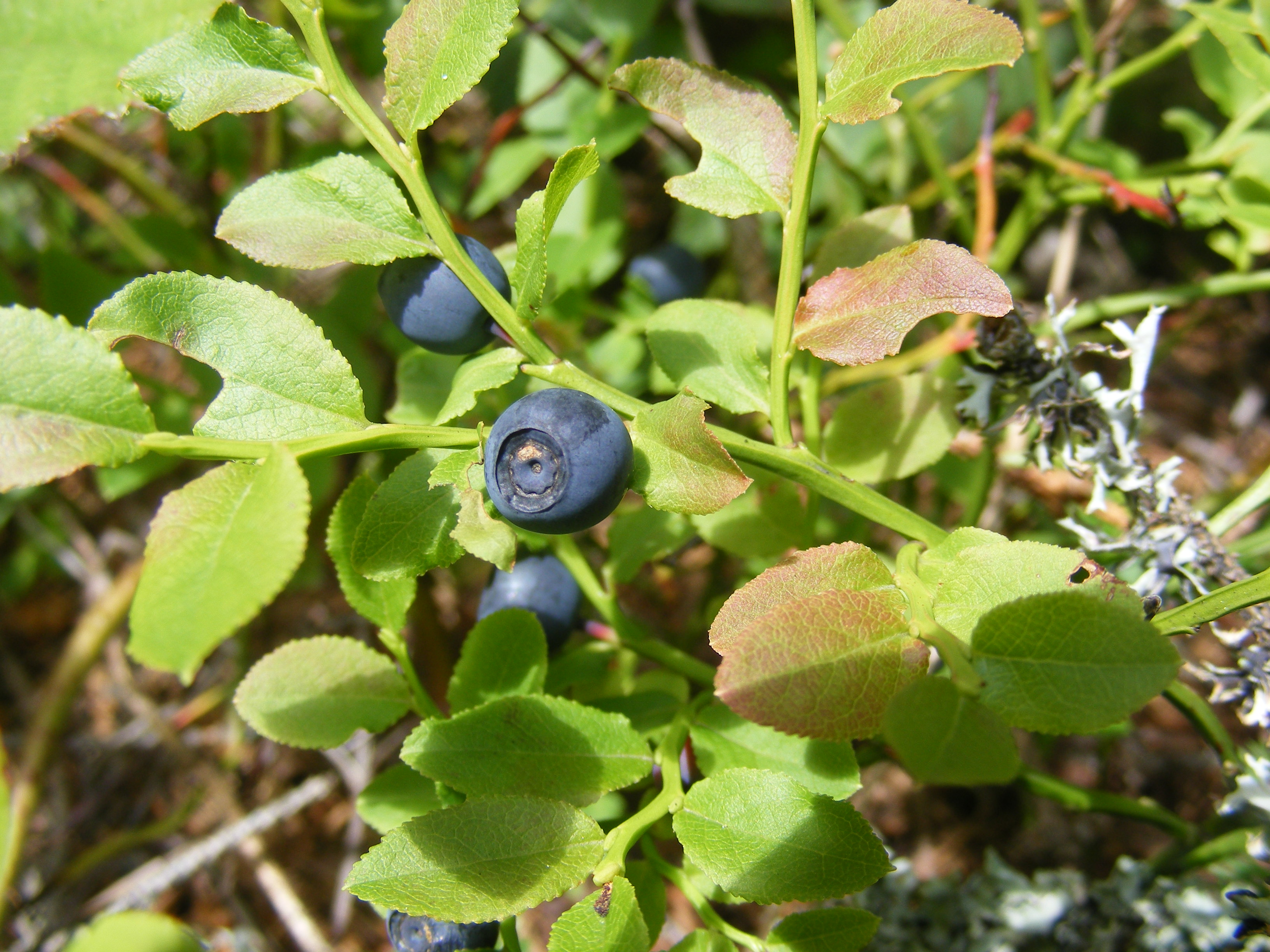
Érett fekete áfonyabogyók

A teljesen beérett bogyókat augusztusban és szeptemberben szedik. Szedésre optimális  napszak a délután, száraz, meleg napokon.
Gyümölcse közkedvelt lekvár; gyümölcslevesek, gyümölcssaláták alapanyaga, sütemények ízesítője, tölteléke.
Az őz, nyúl, szarvas, vaddisznó elkészítésénél pikáns, közkedvelt íze miatt nélkülözhetetlen. Ezekhez az ételekhez kompót, mártás, saláta, vagy dzsem formájában tálalhatjuk. Nemcsak zamata különleges, de értékes tápanyagokat is tartalmaz.
Gyümölcsbornak, likőrnek, szörpnek vagy teának elkészítve is nagyon jó hatású a bélflórára, mert ellenállóvá teszi a bél nyálkahártyáját az emésztési zavarokkal, krónikus bélhuruttal, bélfertőzésekkel, hasmenéssel szemben, és a szájbetegségeknél is jó szolgálatot tesz.
Egy legenda szerint a második világháborúban brit pilóták az éjszakai bevetések előtt marokszám ették a fekete áfonyát, mert azt hitték, hogy segíti az éjszakai látást. A történetet sosem sikerült megerősíteni és a látásra gyakorolt jótékony hatást sem sikerült kimutatni. 
A hasmenés, fogínygyulladás, illetve a húgyúti fertőzések régről ismert gyógyszere. A levéből főzött tea epe- és hólyagbetegségek orvossága, vesetisztító. Levele cukorbajra jó, akár nyersen is.
Nagyobb mennyiségben akár fájdalmas gyomorösszehúzó hatása lehet.

## Termelése
2023-ban az áfonyát 35 országban termesztették 186 ezer hektár földterületen, és az éves termésmennyisége meghaladta az 1,2 millió tonnát. 2013 és 2023 között az áfonya földterülete 104 ezer hektárról 186 ezer hektárra (78,8%) nőtt, míg a termésmennyisége 526 ezer tonnáról 1,2 millió tonnára (128,1%) nőtt.
A világ legnagyobb áfonya termelői közé tartozik az Egyesült Államok (27,3%), Peru (18,8%), Kanada (13,7%), Chile (10%) és Mexikó (6,6%). 2023-ban az Egyesült Államok, Peru és Kanada az éves termés több mint felét (59,8%) adták a világ áfonya termelésének.
Legnagyobb exportáló országok Peru (31,2%), Mexikó (12,1%) és Spanyolország (8,9%), míg a legnagyobb importországok Egyesült Államok (34,2%), Hollandia (12,6%) és Németország (7,1%).
2023-ban Magyarország 90 tonna áfonyát termelt, így a 35 országból a 34. legnagyobb áfonya termelő volt. Magyarország főleg Spanyolországból (43,3%), Németországból (24,3%) és Ausztriából (12%) importált áfonyát. A behozott, valamint a megtermelt áfonya egy részét tovább értékesítette az ország, főleg Horvátország (51,8%), Hollandia (19,1%) és Bulgária (16,8%) felé.

## Rokon fajok
- Vörös áfonya (Vaccinium vitis-idaea)
- Tőzegáfonya (Vaccinium oxycoccus)

## Összetéveszthető

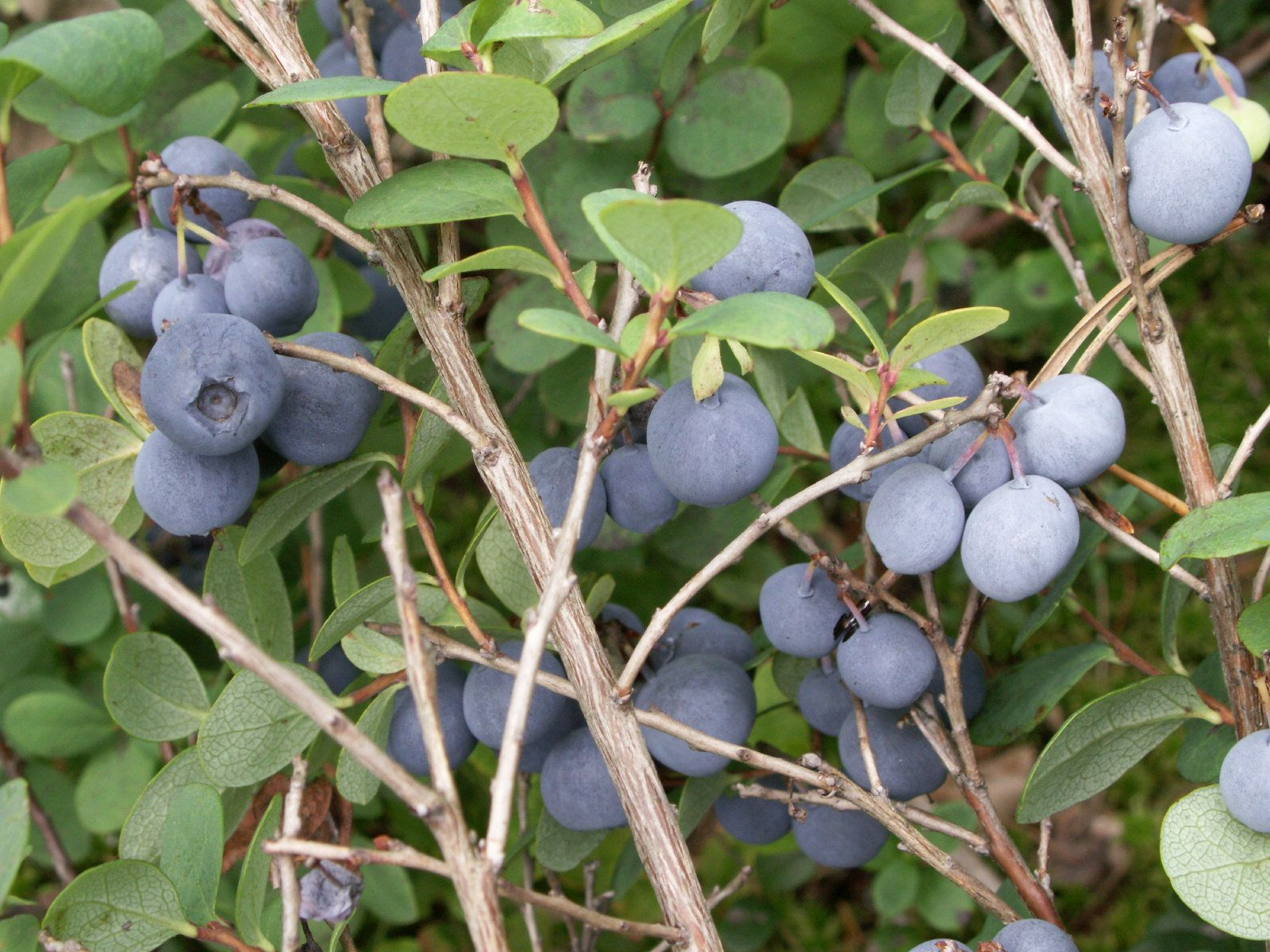
Hamvas áfonya

Hasonlít a hamvas áfonyához (Vaccinium uliginosum), melynek azonban virágai rövid oldalhajtásokon ülnek, levelei ép szélűek, kékeszöldek. A bogyói gyümölcshúsa zöldes, enyhén mérgező.